# Sân bay quốc tế Uruapan
Sân bay quốc tế Lic. y Gen. Ignacio López Rayón (IATA: UPN, ICAO: MMPN), cũng gọi là Sân bay quốc tế Uruapan, là một sân bay phục vụ thành phố Uruapan, là cửa ngõ hàng không quốc tế lớn thứ nhì ở bang Michoacán của México. Sân bay Uruapan có 1 nhà ga. Đơn vị vận hành là Aeropuertos y Servicios Auxiliares, một công ty quốc doanh liên bang.

## Các hãng hàng không và các tuyến bay
- Aero Cuahonte (Guadalajara)
- Avolar (Tijuana)